# Duangnapa Sritala
Duangnapa Sritala, née le 4 février 1986, est une joueuse thaïlandaise de football évoluant au poste de défenseur. Elle joue en club pour le Bangkok F.C. et en équipe nationale.

## Carrière
Elle fait partie des 23 joueuses retenues pour disputer la coupe du monde 2019 en France.